# Halle Olympique
Die Halle Olympique d’Albertville ist eine Mehrzweckhalle in der französischen Gemeinde Albertville, Département Savoie. Die Halle wurde im Vorfeld der Olympischen Winterspiele 1992 erbaut. Dort wurden die Wettbewerbe im Eiskunstlauf und Shorttrack ausgetragen.

## Nutzung
Dauerhaft wird die Olympiahalle von den beiden Wintersportvereinen Olympique Glace Club d’Albertville und Hockey Club d’Albertville genutzt. Neben Wintersportaktivitäten finden hier auch Handballspiele statt, z. B. wurden hier Spiele der Handball-Weltmeisterschaften 2001 und 2017 ausgetragen. Sie beherbergt neben einer Eislauffläche, zwei Tennisplätze und eine der größten Kletterwände Europas. Sie wird für zahlreiche Veranstaltungen und als Trainingszentrum genutzt.